# Francisco Antommarchi
Francisco/François/Francesco Carlo Antomarchi (Morsiglia, Córcega, 5 de julio de 1780 o 1789– Santiago de Cuba, 3 de abril de 1838) fue un médico cirujano francés conocido por ser el médico personal de Napoleón en la Isla de Santa Elena desde 1820, a petición de su madre (María Leticia Ramolino) y de su tío (Joseph Fesch).

## Biografía
François Antomarchi comenzó sus estudios en Livorno doctorándose en filosofía y medicina en la Universidad de Pisa en marzo de 1808.  Se trasladó luego a Florencia y trabajó en el Hospital Santa Maria Nuova. Obtuvo en 1812 su diploma de cirujano en la Universidad de Florencia (entonces Universidad Imperial), y su decano lo nombró prosector. Con este título, trabajó a las órdenes de Paolo Mascagni (1752-1815) a partir del 7 de julio de 1813.
El 19 de diciembre de 1818 recibió una carta oficial con el encargo de ir a Santa Helena para reemplazar al doctor Barry Edward O'Meara, expulsado de la isla en julio de 1818. Antomarchi llegó a Longwood en septiembre de 1819, cuando la enfermedad de Napoleón estaba muy avanzada. Desgraciadamente, Antomarchi, no cumplía las expectativas de Napoleón, quien no confiaba en sus cualidades de médico, como tampoco su entorno ni sus guardianes británicos, quienes lo encontraban poco civilizado y zafio.
Napoleón, sin embargo, reconoció su capacidad de diseccionar y le confió la misión de autopsiar sus restos para advertir a su hijo, el duque de Reichstadt, la existencia de una enfermedad estomacal que creía hereditaria. Tras la muerte de Napoleón, Antomarchi escribió "Memorias del doctor F. Antomarchi, o los últimos momentos de Napoleón". La conclusión de Antomarchi tras la autopsia fue muerte por cáncer de estómago.
El año 1831, Antomarchi marchó a Polonia, donde fue inspector general de los hospitales polacos durante el Levantamiento de Noviembre y apoyó el levantamiento polaco contra Rusia, huyendo a París para escapar a las fuerzas del zar.
En 1833, participó en la suscripción que pretendía realizar una máscara mortuoria del emperador Napoleón llamada por él Máscara Antomarchi. Al marchar a Luisiana luego, dio esta máscara como donativo a la ciudad de Nueva Orleans en 1834.
Más adelante vivió por poco tiempo a Veracruz (México), donde fue médico itinerante, y acabó instalándose en Cuba, donde buscó a su primo Juan Antonio Benjamin Antomarchi, que había hecho fortuna en las plantaciones de café.  Antomarchi se hizo especialista en operación de cataratas. 
Falleció en Santiago de fiebre amarilla a los 57 años.

## Obra
Realizó un atlas anatómico en 1826. Las láminas se encuentran en la Universidad Nacional de Colombia. Llegaron a esta ubicación porque su hermano José María las heredó y luego se radicó en Colombia, al contraer nupcias con la santandereana Victoria García Herreros. Sólo existen 8 copias en el mundo de este trabajo.